# روبرت ماتيس
روبرت ماتيس (بالإنجليزية: Robert C. Mathis)‏ (و. 1927 – 2016 م) هو ضابط من الولايات المتحدة الأمريكية . ولد في تكساس .

## التعليم
تعلم في جامعة إلينوي، وجامعة تكساس، أوستن، وجامعة إلينوي في إربانا-شامبين، والأكاديمية العسكرية الأمريكية

## الخدمة العسكرية
خدم في القوات الجوية الأمريكية.

## جوائز
حصل على جوائز منها:
- جائزة الشجاعة طيران
- وسام الجو
- ستار سيلفر
- Purple Heart
- وسام "العمل الشجاع في الحرب الوطنية العظمى 1941-1945
- وسام الاستحقاق.